# Progressief Woerden
Progressief Woerden is een lokale samenwerking van de Partij van de Arbeid en GroenLinks in Woerden. 

## Geschiedenis
Progressief Woerden werd met de gemeenteraadsverkiezingen in 2006 opgericht en won bij deze verkiezingen met Loes Ypma als lijsttrekker zeven zetels. Daardoor kon Progressief Woerden samen met het CDA en de ChristenUnie de wethouders voor het college leveren. Loes Ypma was wethouder van 2007 tot 2012.
In die periode was Liane den Haan ook lid van de raadsfractie. 
Ook voor de gemeenteraadsverkiezingen van 2010 werd van deze lijstineenschuiving gebruikgemaakt, waarbij vijf zetels werden verkregen. Evenals bij de verkiezingen in 2014, waar met Marieke van Noort vier zetels werden behaald. In deze periode leverde de partij geen wethouders, omdat het college bestond 
Bij de gemeenteraadsverkiezingen in 2022 behaalde de partij vier zetels. Jelmer Vierstra werd vanuit Progressief Woerden wethouder van financiën en duurzaamheid, klimaat en energietransitie. Hij is de echtgenoot van voormalig Woerdens wethouder Loes Ypma.

## Standpunten
Een van de standpunten van de partij in 2022 is dat Zwarte Piet na 2022 niet meer zou moeten optreden in Woerden. Ook maakt de partij zich sterk voor energiebesparing.